# Bury (Oise)
Bury [byʁi] ist eine französische Gemeinde mit 2.876 Einwohnern (Stand 1. Januar 2022) im Département Oise in der Region Hauts-de-France. Sie gehört zum Arrondissement Clermont, zur Communauté de communes du Clermontois und zum Kanton Mouy.

## Geographie
Die Gemeinde Bury liegt rund 13 Kilometer nordwestlich von Creil am linken (östlichen) Ufer des Thérain nahe dem teilweise versumpften Marais de Saint-Claude. Zu Bury gehören die Ortschaften Mérard, Lombardie, Saint-Épin und Saint-Claude, die Gehöfte Boisicourt und Brivois sowie die Siedlung Cité Herminie. Umgeben wird Bury von den Nachbargemeinden Ansacq im Norden, Cambronne-lès-Clermont im Osten, Rousseloy im Südosten, Mello und Cires-lès-Mello im Süden, Balagny-sur-Thérain im Südwesten, Mouy im Westen sowie Angy im Nordwesten.

## Geschichte
Grabfunde belegen, dass Bury schon in gallo-römischer Zeit besiedelt war. In den Kriegen der Liga wurde Bury 1591 zerstört.
| Jahr                       | 1962 | 1968 | 1975 | 1982 | 1990 | 1999 | 2006 | 2012 | 2021 |
| -------------------------- | ---- | ---- | ---- | ---- | ---- | ---- | ---- | ---- | ---- |
| Einwohner                  | 2139 | 2540 | 2662 | 2657 | 2822 | 2891 | 2971 | 2977 | 2913 |
| Quellen: Cassini und INSEE |      |      |      |      |      |      |      |      |      |

## Sehenswürdigkeiten
- Kirche Saint-Lucien mit romanischem Langhaus und gotischen Chor, seit 1862 als Monument historique klassifiziert[1]
- Kapelle Saint-Maur in Mérard
- Kapelle Saint-Claude
- Herrenhaus Cloître de Damaslieu in Mérard, einst zu einem Ursulinenkloster gehörig
- Haus aus dem 14. Jahrhundert
- Tor eines Gehöfts aus dem 13. Jahrhundert
- zwei gedeckte Waschhäuser

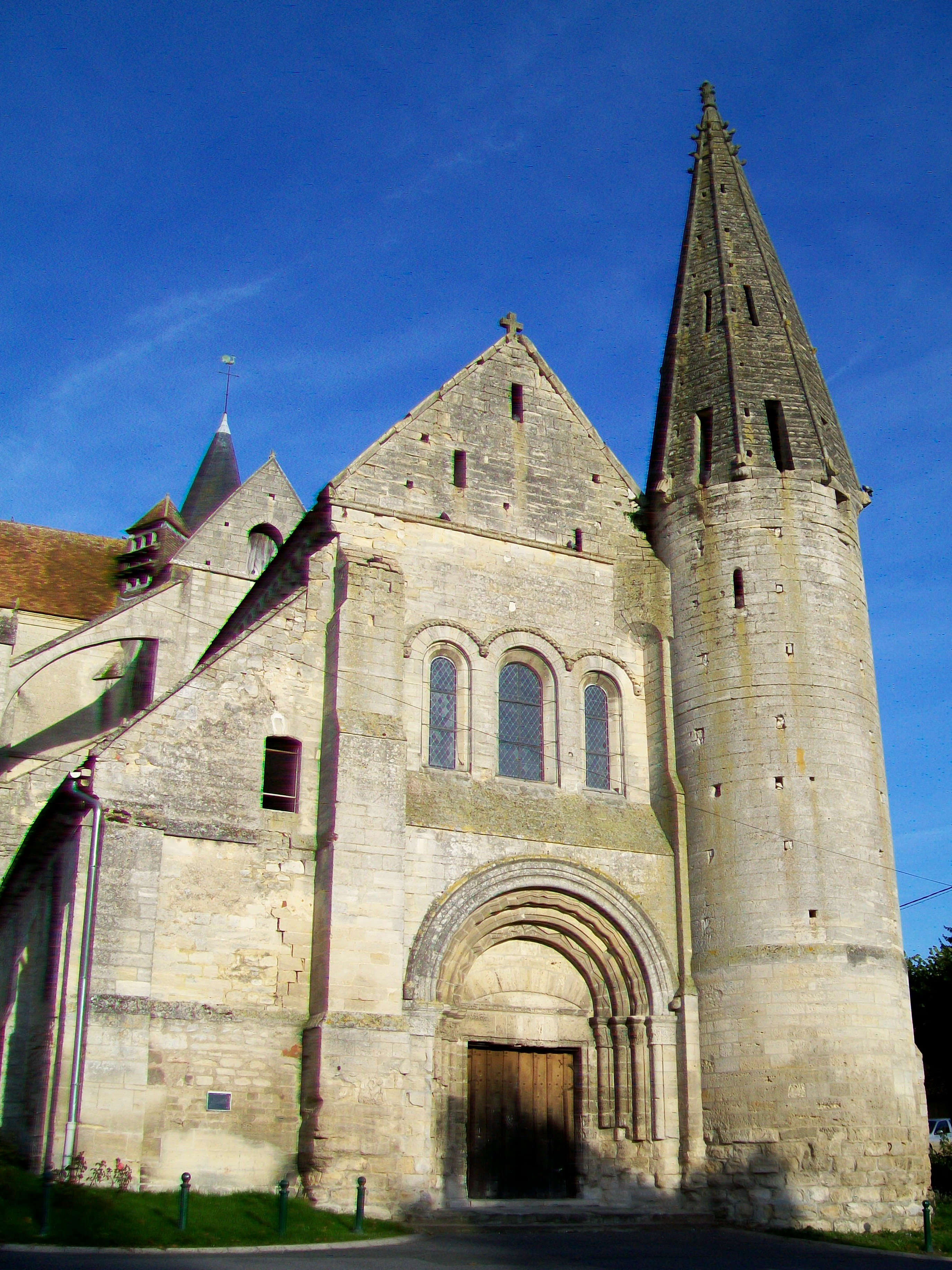
Kirche Saint-Lucien
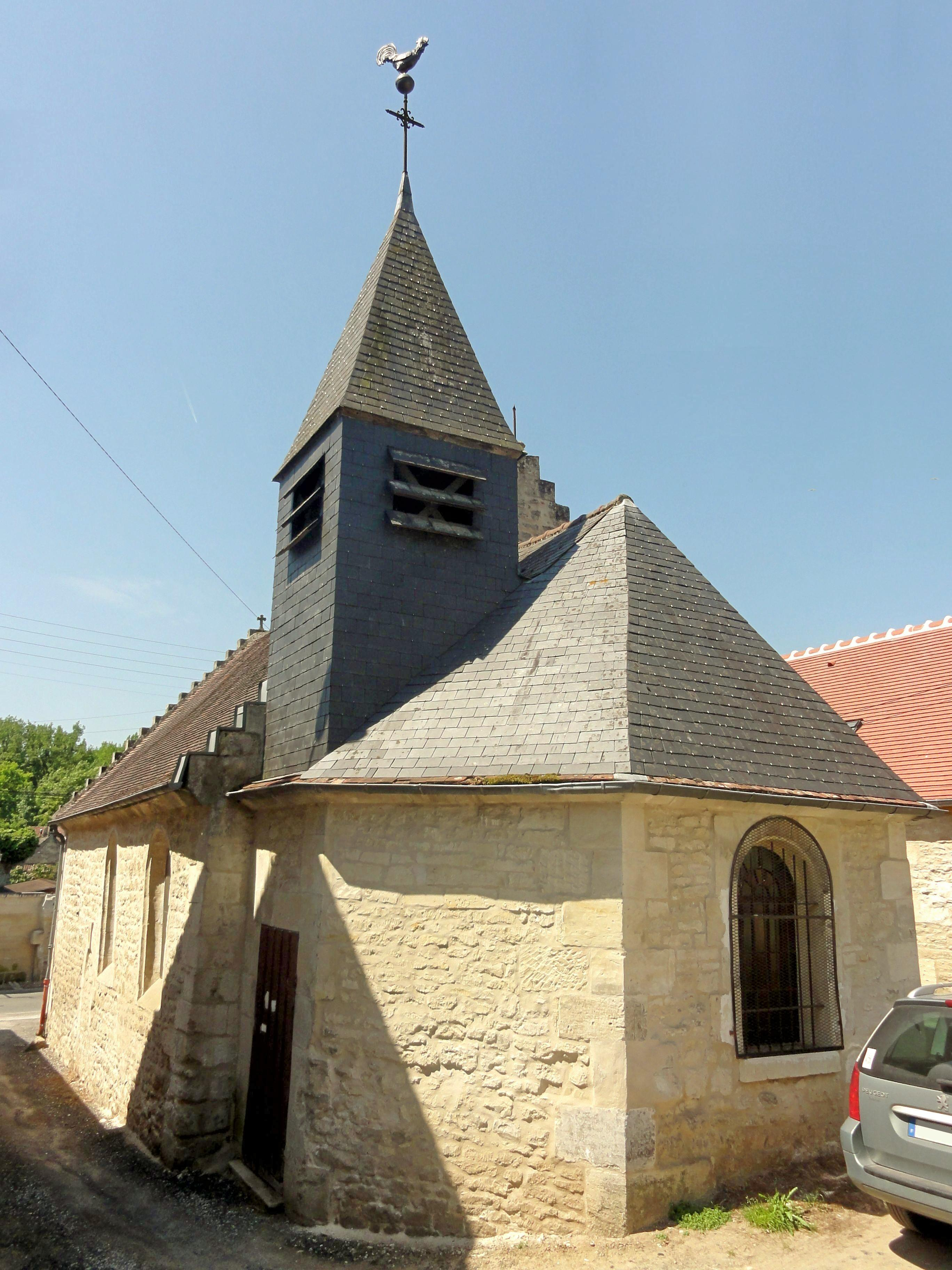
Kapelle Saint-Claude
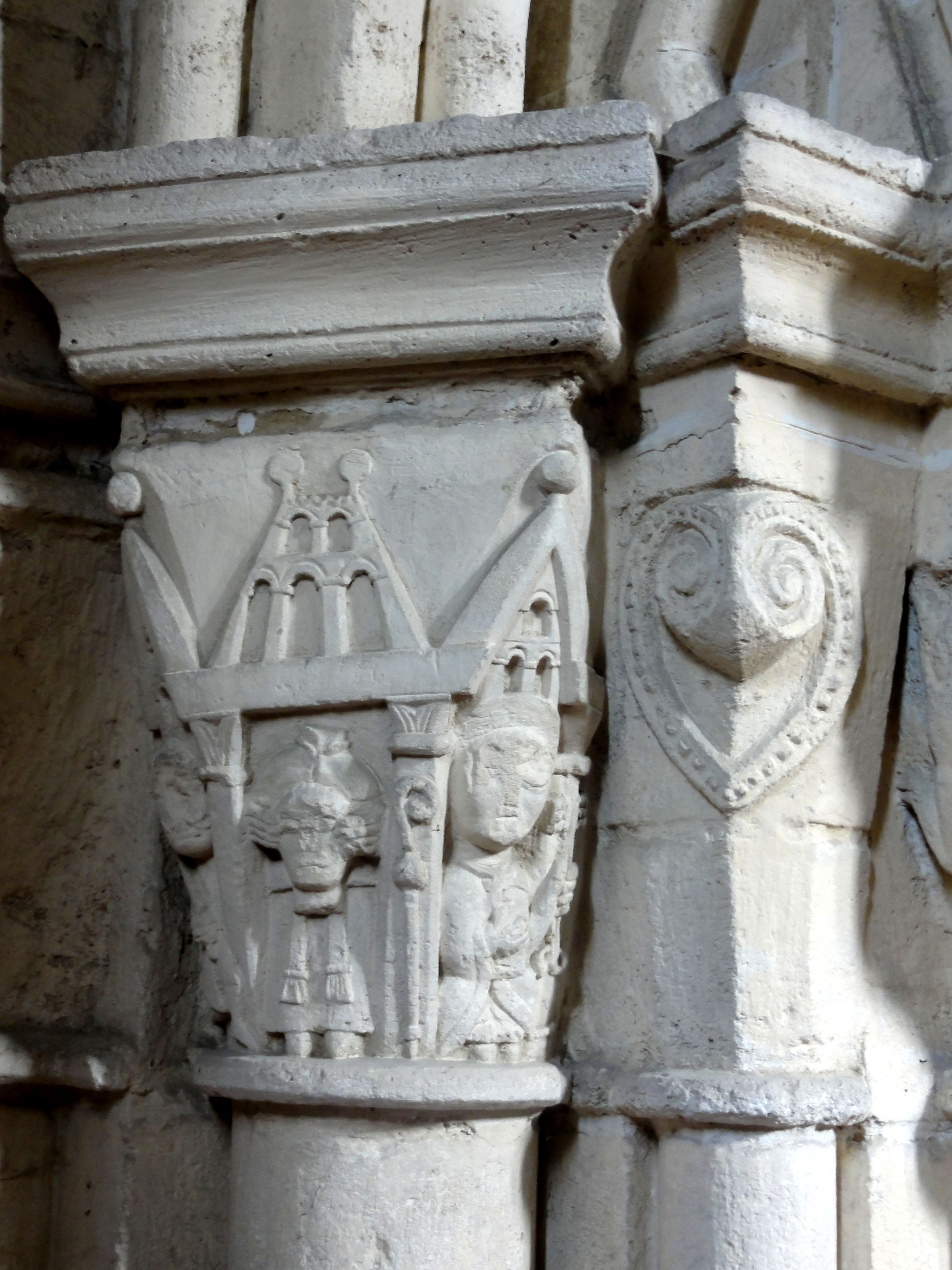
Kapitell: Enthauptung des Hl. Lucien
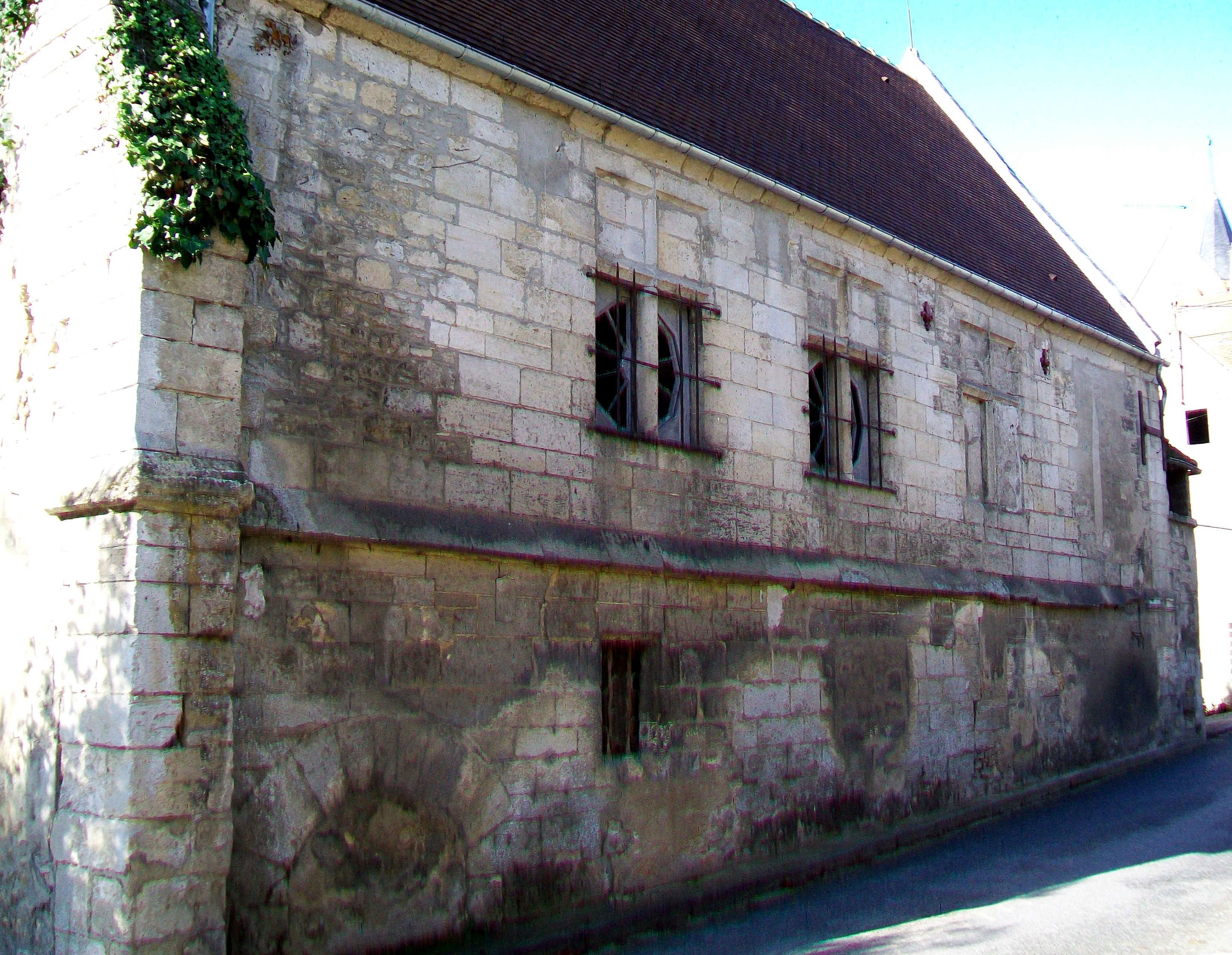
Haus aus dem 14. Jahrhundert
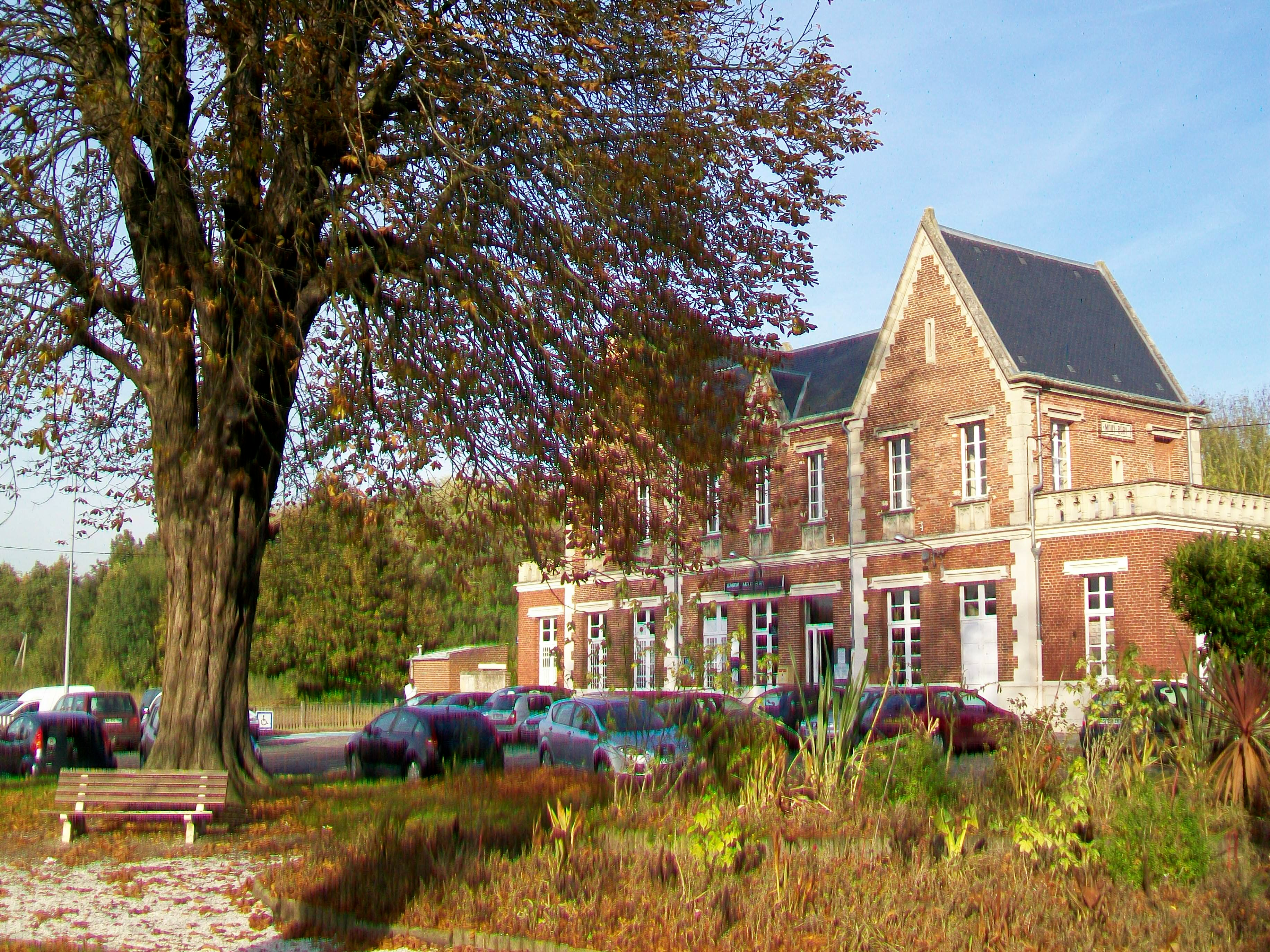
Empfangsgebäude des Bahnhofs

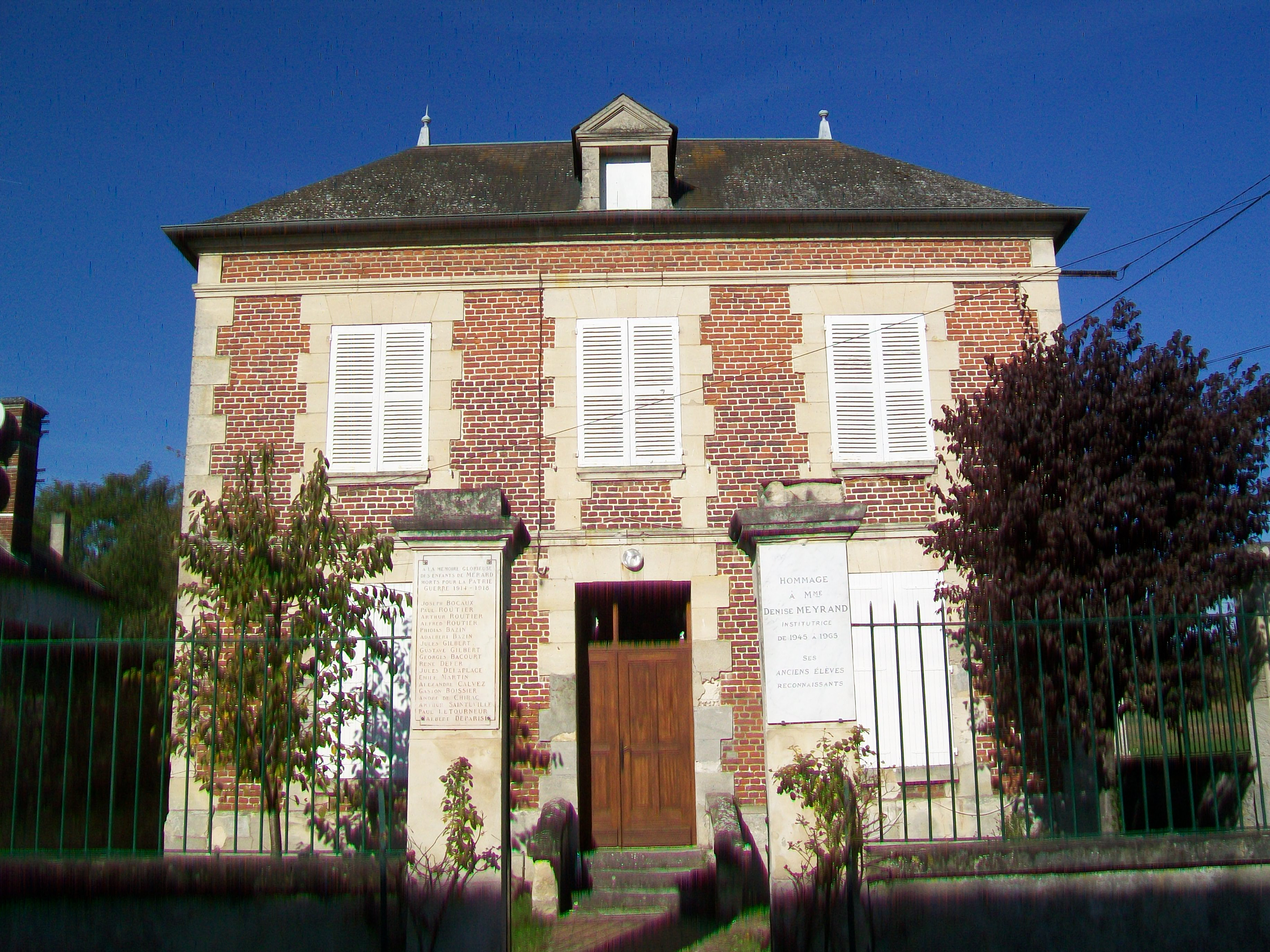
Ehemaliges Rathaus
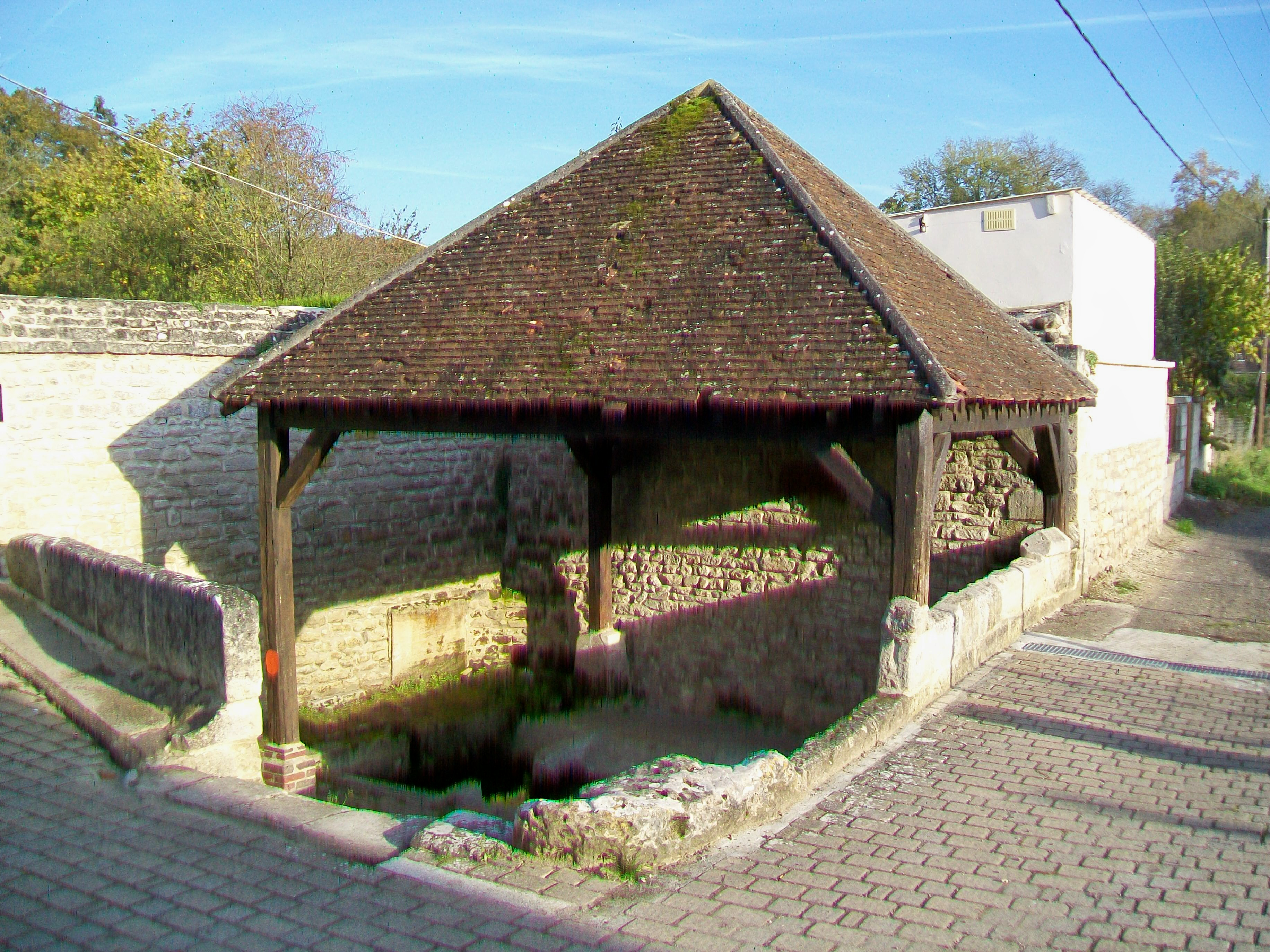
Lavoir
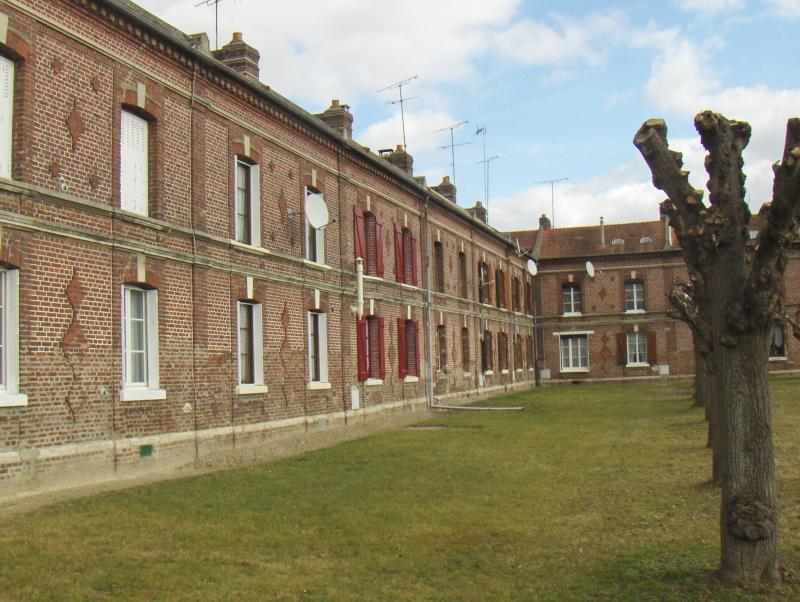
Arbeitersiedlung „Cité Herminie“
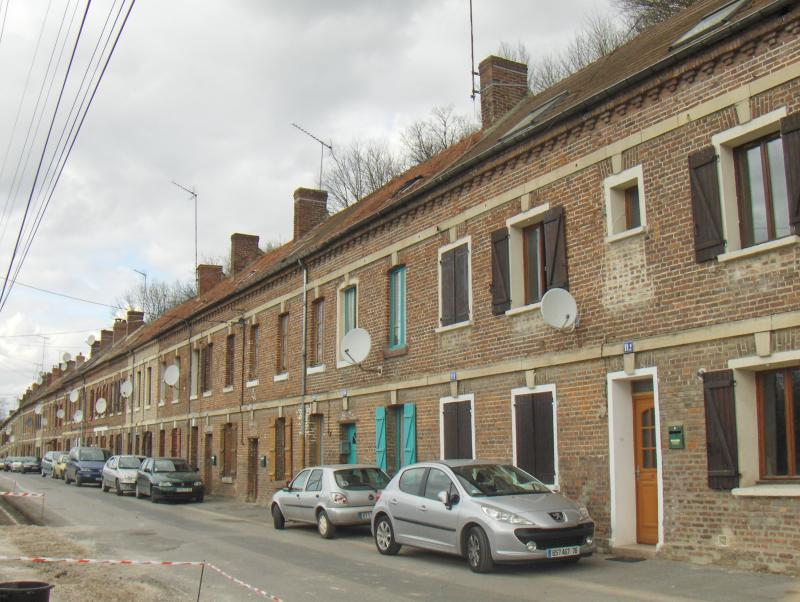
Arbeitersiedlung „Cité Saint-Épin“
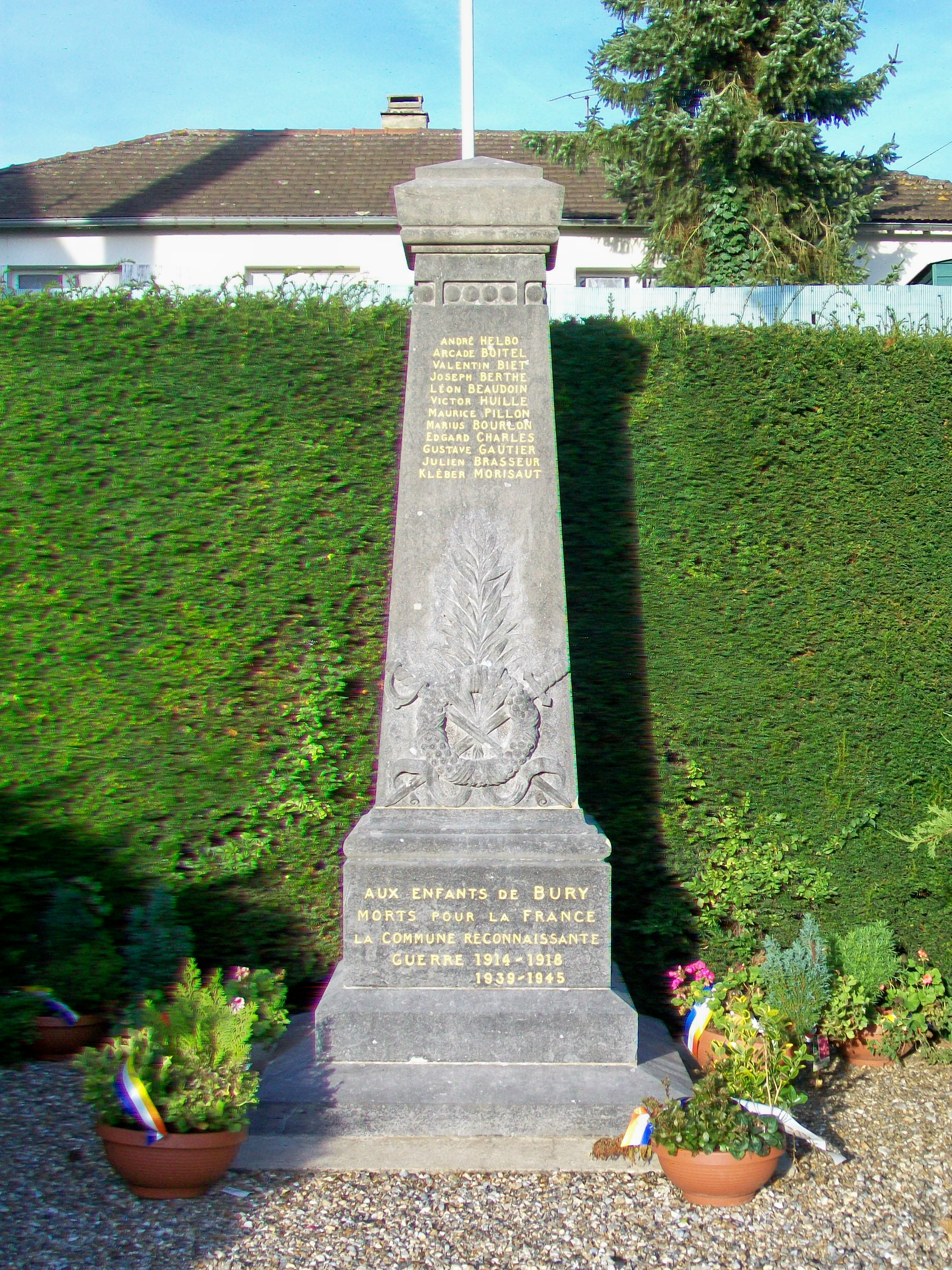
Gefallenendenkmal

## Infrastruktur
Die Bahnstrecke von Beauvais nach Creil, die dem Lauf des Thérain folgt, berührt das Gemeindegebiet. Bury besitzt gemeinsam mit Mouy den Bahnhof Mouy-Bury, der auch die Gemeinde Angy bedient, und der auf dem Gemeindegebiet von Bury liegt.